# Jean Wiener
Jean Wiener, o Wiéner (Parigi, 19 marzo 1896 – Parigi, 8 giugno 1982), è stato un pianista e compositore francese.

## Biografia
Wiener si formò al Conservatorio di Parigi, dove studiò con Darius Milhaud e lavorò con Erik Satie. Intraprese poi la carriera di impresario concertista, compositore e pianista. Era il pianista di casa al bar Gaya, e più tardi al Le Bœuf sur le Toit. Nel 1924 un incontro casuale con Clement Doucet (che gli succedette al Le Boeuf) lo portò nel mondo della musica popolare. Già appassionato di musica jazz, Wiener trovò la sua fama con Doucet nelle sale da concerto d'Europa come duetto per pianoforte, con il nome "Wiener e Doucet", esibendosi nella musica classica, hot dance e jazz. I due amici registrarono molti duetti tra il 1925 e il 1937. Dopo la fine della guerra, nel 1945, Wiener si dedicò completamente alla composizione, in particolare alla musica da film (lavorando su più di 300) ed alla sigla iniziale del programma di storia del cinema della ORTF "History speechless" (Storia senza parole).
Ebbe una certa importanza nella promozione della nuova musica, sia quella dei suoi amici dei Les Six (Milhaud, Poulenc, ecc.), sia di compositori come Schoenberg, Berg e Webern. Le sue composizioni implicano l'uso del jazz influenzato dall'ingegno e dall'eleganza francesi.
Sua figlia Élisabeth Wiener è un'attrice, cantante e cantautrice.
Jean Wiener ha pubblicato le sue memorie nel 1978 come Allegro Appassionato.

## Filmografia

### Colonne sonore

#### Anni '20
- La femme de nulle part, regia di Louis Delluc (1922)
- L'Affaire de la rue de Lourcine, regia di Henri Diamant-Berger (1923)
- Parigi che dorme (Paris qui dort), regia di René Clair (1925)

#### Anni '30
- L'Âne de Buridan, regia di Alexandre Ryder (1932)
- L'uomo della Hispano (L'Homme à l'hispano), regia di Jean Epstein (1933)
- Knock, ou le triomphe de la médecine, regia di Roger Goupillières e Louis Jouvet (1933)
- Une vie perdue, regia di Raymond Rouleau (1933)
- Les Pirates du Rhône, regia di Jean Aurenche e Pierre Charbonnier - cortometraggio (1933)
- Le Paquebot Tenacity, regia di Julien Duvivier (1934)
- Affaires publiques, regia di Robert Bresson - cortometraggio (1934)
- Jeanne, regia di Georges Marret (1934)
- Il giglio insanguinato (Maria Chapdelaine), regia di Julien Duvivier (1934)
- L'Aventurier, regia di Marcel L'Herbier (1934)
- Un viaggio imprevisto (Le voyage imprévu), regia di Jean de Limur (1935)
- Le Clown Bux, regia di Jacques Natanson (1935)
- La bandera, regia di Julien Duvivier (1935)
- L'equipaggio (L'équipage), regia di Anatole Litvak (1935) - non accreditato
- Marius et Olive à Paris, regia di Jean Epstein (1935)
- Il delitto del signor Lange (Le crime de Monsieur Lange), regia di Jean Renoir (1936)
- Rose, regia di Raymond Rouleau (1936)
- La garçonne, regia di Jean de Limur (1936)
- Klokslag twaalf, regia di Léo Joannon (1936)
- Quand minuit sonnera, regia di Léo Joannon (1936)
- Verso la vita (Les bas-fonds), regia di Jean Renoir (1936)
- L'uomo del giorno (L'homme du jour), regia di Julien Duvivier (1937)
- Vive la vie (1937)
- La Femme du bout du monde (1937)
- The Man of the Hour (1937)
- Nuits de feu (1937)
- De Man zonder hart (1937)
- Le Dernier tournant (1939)

#### Anni '40
- Cristobal's Gold (1940)
- L'Épouvantail (1943)
- Les Passagers de la Grande Ourse (1943)
- Untel père et fils (1943)
- Le Voyageur de la Toussaint (1943, non crédité)
- Madame et le mort (1943)
- Le Voleur de paratonnerres (1944)
- Le Père Goriot (1945)
- Girl with Grey Eyes (1945)
- Spade al vento (Le Capitan), regia di Robert Vernay (1946)
- Impasse (1946)
- Once is Enough (1946)
- Macadam (1946)
- Panique (1947)
- Pour une nuit d'amour (1947)
- Le Diable souffle (1947)
- Les Frères Bouquinquant (1948)
- La Carcasse et le tord-cou (1948)
- Le Point du Jour (1949)
- Rendez-vous de juillet (1949)

#### Anni '50
- Maître après Dieu (1951)
- Ein Lächeln in Sturm (1951)
- Sous le ciel de Paris (1951)
- Les Poussières (1953)
- Je suis un mouchard (1953)
- Paris mon copain (1954)
- Paris (1954)
- Station 307 (1954)
- Touchez pas au grisbi (1954)
- La Rafle est pour ce soir (1954)
- Ragazze folli (Futures Vedettes), regia di Marc Allégret (1955)
- Le Rendez-vous des quais (1955)
- Il conte di Montecristo (1954)
- La Soupe à la grimace (1955)
- Sur le banc (1955)
- Ecco il tempo degli assassini (1956)
- La Vie est belle (1956)
- Les Lumières du soir (1956)
- Notre-Dame - Cathédrale de Paris (1957)
- Pot-Bouille (1957)
- Le Septième ciel (1958)
- Neither Seen Nor Recognized (1958)
- Be Beautiful But Shut Up (1958)
- Femmina (1959)
- La Création du monde (1959)
- An Angel on Wheels (1959)
- Arrêtez le massacre (1959)

#### Anni '60
- The Nabob Affair  (1960)
- La Revenante (1960)
- Pantalaskas (1960)
- Les Bras de la nuit (1961)
- Midnight Folly (1961)
- Quatre-vingt-treize (1962, TV)
- Le Match (1964, TV)
- Our Agent Tiger (1965)
- Merlusse (1965, TV)
- A la belle étoile (1966)
- Au Hasard Balthazar (1966)
- Mouchette - Tutta la vita in una notte (Mouchette), regia di Robert Bresson (1967)
- Mouchette (1967)
- Le Golem (1967, TV)
- Benjamin (1968)
- A Gentle Woman (1969)

#### Anni '70
- Reportages sur un squelette ou Masques et bergamasques (1970, TV)
- The Demise of Father Mouret (1970)
- The Little Theatre of Jean Renoir (1970, TV)
- La Cavale (1971)
- Les Gens de Mogador (1972, TV)
- Féminin-féminin (1973)
- Les Roses de Manara (1976, TV)
- Duelle (1976)
- Inutile d'envoyer la photo (1977)

#### Anni '80
- Square X (1981)
- Lettres d'amour en Somalie (1982)
- Le Crime d'amour (1982)

### Lavori per il teatro
- le village blanc ou Olive chez les nègres (1926 opera)